# Meadowview Estates
Meadowview Estates és una població dels Estats Units a l'estat de Kentucky. Segons el cens del 2000 tenia 422 habitants.

## Demografia
Segons el cens del 2000, Meadowview Estates tenia 422 habitants, 226 habitatges, i 91 famílies. La densitat de població era de 2.036,7 habitants/km².
Dels 226 habitatges en un 11,5% hi vivien nens de menys de 18 anys, en un 30,1% hi vivien parelles casades, en un 7,1% dones solteres, i en un 59,3% no eren unitats familiars. En el 44,7% dels habitatges hi vivien persones soles el 20,4% de les quals corresponia a persones de 65 anys o més que vivien soles. El nombre mitjà de persones vivint en cada habitatge era d'1,87 i el nombre mitjà de persones que vivien en cada família era de 2,64.
Per edats la població es repartia de la següent manera: un 12,6% tenia menys de 18 anys, un 16,6% entre 18 i 24, un 23,7% entre 25 i 44, un 21,3% de 45 a 60 i un 25,8% 65 anys o més.
L'edat mediana era de 44 anys. Per cada 100 dones de 18 o més anys hi havia 81,8 homes.
La renda mediana per habitatge era de 39.688 $ i la renda mediana per família de 56.250 $. Els homes tenien una renda mediana de 30.809 $ mentre que les dones 24.583 $. La renda per capita de la població era de 27.395 $. Entorn del 2,9% de les famílies i l'11,9% de la població estaven per davall del llindar de pobresa.

## Poblacions més properes
El següent diagrama mostra les poblacions més properes.